# Armands Šķēle
Armands Šķēle (Riga, 4 settembre 1983) è un ex cestista lettone.
Alto 193 cm, giocava come guardia. È il fratello di Aigars, a sua volta cestista.

## Carriera
Con la Lettonia ha disputato cinque edizioni dei Campionati europei (2003, 2005, 2007, 2009, 2013).

## Palmarès
- Campionato estone: 3

Kalev/Cramo: 2010-11, 2011-12, 2012-13
- Campionato lettone: 3

Barons Rīga: 2007-08
Valmiera: 2015-16
VEF Riga: 2016-17
- FIBA EuroCup: 1

Barons/LMT: 2007-08